# 齊洪貝區
齊洪貝區，是馬達加斯加的行政區，位於該國南部，由安德羅伊區負責管轄，首府設於齊洪貝，面積2,223平方公里，2011年人口104,367，人口密度每平方公里47人。